# COVID-19-Pandemie in der Dominikanischen Republik
Die COVID-19-Pandemie in der Dominikanischen Republik tritt als regionales Teilgeschehen des weltweiten Ausbruchs der Atemwegserkrankung COVID-19 auf und beruht auf Infektionen mit dem Ende 2019 neu aufgetretenen Virus SARS-CoV-2 aus der Familie der Coronaviren. Die COVID-19-Pandemie breitet sich seit Dezember 2019 von China ausgehend aus. Ab dem 11. März 2020 stufte die Weltgesundheitsorganisation (WHO) das Ausbruchsgeschehen des neuartigen Coronavirus als Pandemie ein.

## Verlauf
Am 1. März 2020 wurde der erste COVID-19-Fall in der Dominikanischen Republik bestätigt. Es handelte sich um einen Rückkehrer aus Italien. Er wurde in einem Militärkrankenhaus nahe der Hauptstadt Santo Domingo isoliert. In den WHO-Situationsberichten tauchte dieser Fall erstmals am 2. März 2020 auf. Bis zum 8. März 2020 erhöhte sich die Zahl der bestätigten Infektionsfälle in dem Land auf fünf. Der erste COVID-19-bedingte Todesfall ereignete sich am 16. März 2020. In den WHO-Situationsberichten tauchte der erste Todesfall am 17. März 2020 auf. Am 7. April wurden 1956 Infektionen aufgeführt.
Bis zum 22. April 2020 wurden von der WHO 5044 COVID-19-Fälle und 245 Todesfälle in der Dominikanischen Republik bestätigt.

## Statistik
Die Fallzahlen entwickelten sich während der COVID-19-Pandemie in der Dominikanischen Republik wie folgt:

### Infektionen

Bestätigte Infizierte in der Dominikanischen Republik nach Daten der WHO. Oben kumuliert, unten Tageswerte

### Todesfälle

Bestätigte Todesfälle in der Dominikanischen Republik nach Daten der WHO. Oben kumuliert, unten Tageswerte